# Centro Heydar Aliyev
El Centro Heydar Aliyev (en azerí: Heydər Əliyev Mərkəzi) es el centro cultural neofuturista construido en la avenida de Heydar Aliyev, en la capital de Azerbaiyán, Bakú. Es una amplia estructura que incluye el centro de congresos, un museo, salas de exposiciones y oficinas administrativas. Lleva el nombre del tercer Presidente de Azerbaiyán, Heydar Aliyev. El proyecto del centro fue elaborado en 2007 por la arquitecta anglo-iraquí Zaha Hadid. El director del Centro Heydar Aliyev es Anar Alekperov. El Centro Cultural Heydar Aliyev se considera uno de los símbolos de Bakú moderno.
En 2014 fue reconocido como el mejor edificio en el mundo con el premio 2014 Design of the Year.

## Historia
El centro fue establecido por el decreto №1886 del Presidente de la República de Azerbaiyán, Ilham Aliyev, el 29 de diciembre de 2006. El centro tiene por misión realizar actividades en el ámbito de la capacitación fundamental de la filosofía de la construcción pública y de la ideología del expresidente de Azerbaiyán, Heydar Aliyev, así como promover pleno desarrollo de la historia de Azerbaiyán, su idioma, valores culturales, nacionales y espirituales. El 10 de mayo de 2012 tuvo lugar la inauguración del Centro con motivo del 89 aniversario del nacimiento de Heydar Aliyev. En la ceremonia participaron el presidente de la República de Azerbaiyán, Ilham Aliyev, su esposa, Mehriban Aliyeva y los miembros de su familia.
La construcción se llevó a cabo en una superficie de 101 801 metros cuadrados. La construcción del edificio fue destacada y presentada en el programa de TV Build It Bigger en Discovery y Science Channel. 
En 2013, el proyecto de Centro Heydar Aliyev fue presentado en World Architecture Festival (Festival Mundial de Arquitectura), que se celebró en octubre de 2013 en Singapur

## Arquitectura y diseño
La superficie total del edificio es 57 519 metros cuadrados. En el proyecto del edificio del centro cultural apenas  existe la línea recta. La forma del edificio es ondulante, se levanta hacia el cielo y se fusiona con la tierra.El frontis del museo está diseñado de modo que sea idéntico a la superficie del su cielo. Mientras que la parte más elevada del edificio corresponde al sector de la librería. Esta estructura representa no solo un estilo postmoderno (eng. Postmodernism) de la arquitectura, sino también la duración y el infinito. Las líneas en el edificio simbolizan la relación del pasado con el futuro.
El color blanco del edificio simboliza un futuro prometedor. El centro incluye un aparcamiento subterráneo y un parque Con una extensión de 13,58 hectáreas. Aquí hay dos estanques y un lago artificial.

## Interior
El edificio principal del centro se compone de tres divisiones: el Museo de Heydar Aliyev, salas de exposiciones y Auditorio. En la división de 9 plantas se encuentran las salas de exposición, oficinas administrativas,restaurante y cafetería. El"auditorio" incluye un Auditorio, dos salas de conferencias, habitaciones para reuniones y entrevistas oficiales, y centro de comunicaciones.

## Exposiciones

### "La Vida, la Muerte y la Belleza"
El 21 de junio de 2013, en el centro se celebró la inauguración de la exposición de obras del artista Estadounidense Andy Warhol, titulada "La Vida, la Muerte y la Belleza" supervisado por Gianni Mercurio y dedicada al 85 aniversario de artista. En la exposición, que tuvo lugar por primera vez en Azerbaiyán, fueron presentadas más de un centenar de obras del artista, incluyendo cortometrajes por Warhol. Fueron presentados fotos de autora, retratos de estrellas del mundo del cine, música, moda y las estrellas, otras famosas obras internacionales, de las que se puede mencionar "Las Flores"(Flowers), "Camuflaje" (Camouflage), "La Última Cena"(The Last Supper), "Las Manos en oración del hombre"(The Last Supper), "La Silla Eléctrica"(Electric Chair), etc.  El 6 de agosto fue el a día de cumpleaños del artista,  residentes de Bakú y los visitantes pueden visitar libremente la exposición que duró hasta el 9 de septiembre.

### "En el cruce de los tiempos"
El 1 de octubre de 2013, el Centro de Heydar Aliyev se inauguró una exposición personal del Artista Popular de Azerbaiyán, vicepresidente de la Academia Rusa de Artes, Tahir Salakhov, titulado "En el cruce de los tiempos". La exposición fue dedicada al 85 aniversario del artista. En la inauguración de la exposición se destacó su gran contribución al desarrollo de bellas artes de la República de Azerbaiyán. El patrimonio artístico de Tahir Salahov es una parte integral de las bellas artes no sólo de Azerbaiyán, sino también de la antigua Unión Soviética. El artista fue reconocido como uno de los fundadores de "estilo rígido" en el arte. En la exposición se presentaron más de 100 obras del artista, creados en diferentes momentos, así como sus obras en las alfombras. Entre sus obras se puede mencionar retratos de Heydar Aliyev, compositores Gara Garayev y de Dmitri Shostakovich, el músico Mstislav Rostropovich, las obras "Aidan", "Mañanas. Absheron", "Koroglu", "Atashgah", "El mar Caspio hoy", "Torre de Doncella" y otras conocidas obras de arte popular del artista. La exposición duró hasta el 8 de noviembre.